# پترونور
پترونور (انگلیسی: Petronor) شرکت پالایش نفت اسپانیایی است، که در سال ۱۹۶۸ تأسیس شد.